# Toronto Argonauts

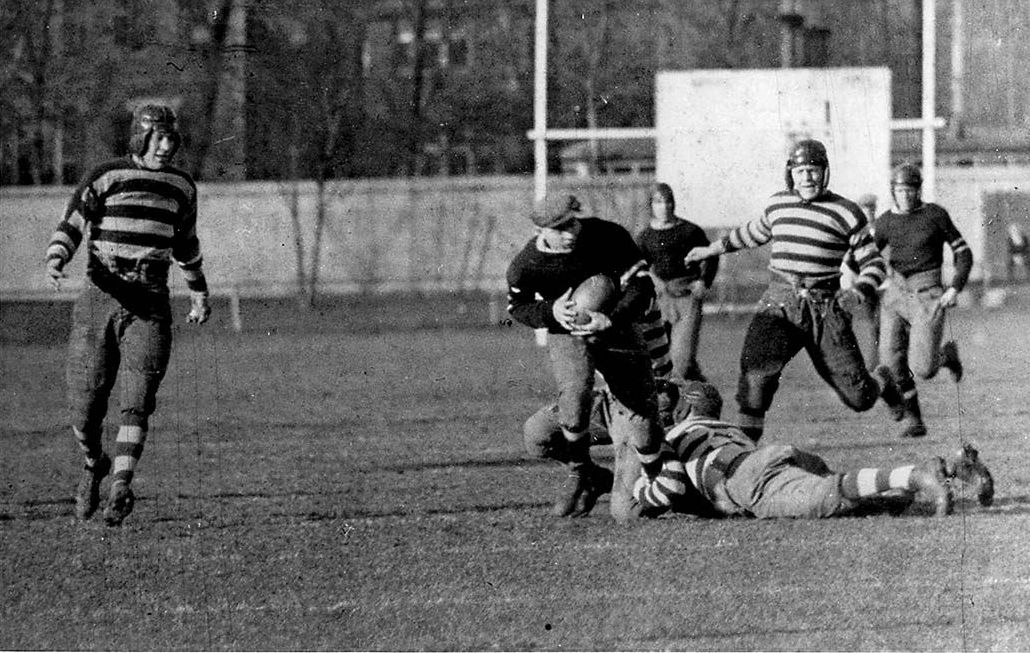
Die Argonauts gegen die Ottawa Rough Riders im Varsity Stadium 1924

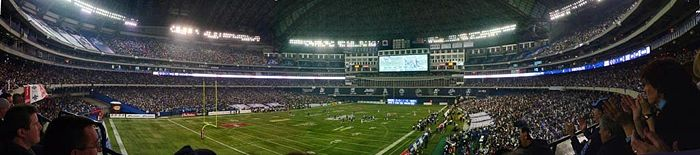
Panoramabild des Rogers Centres

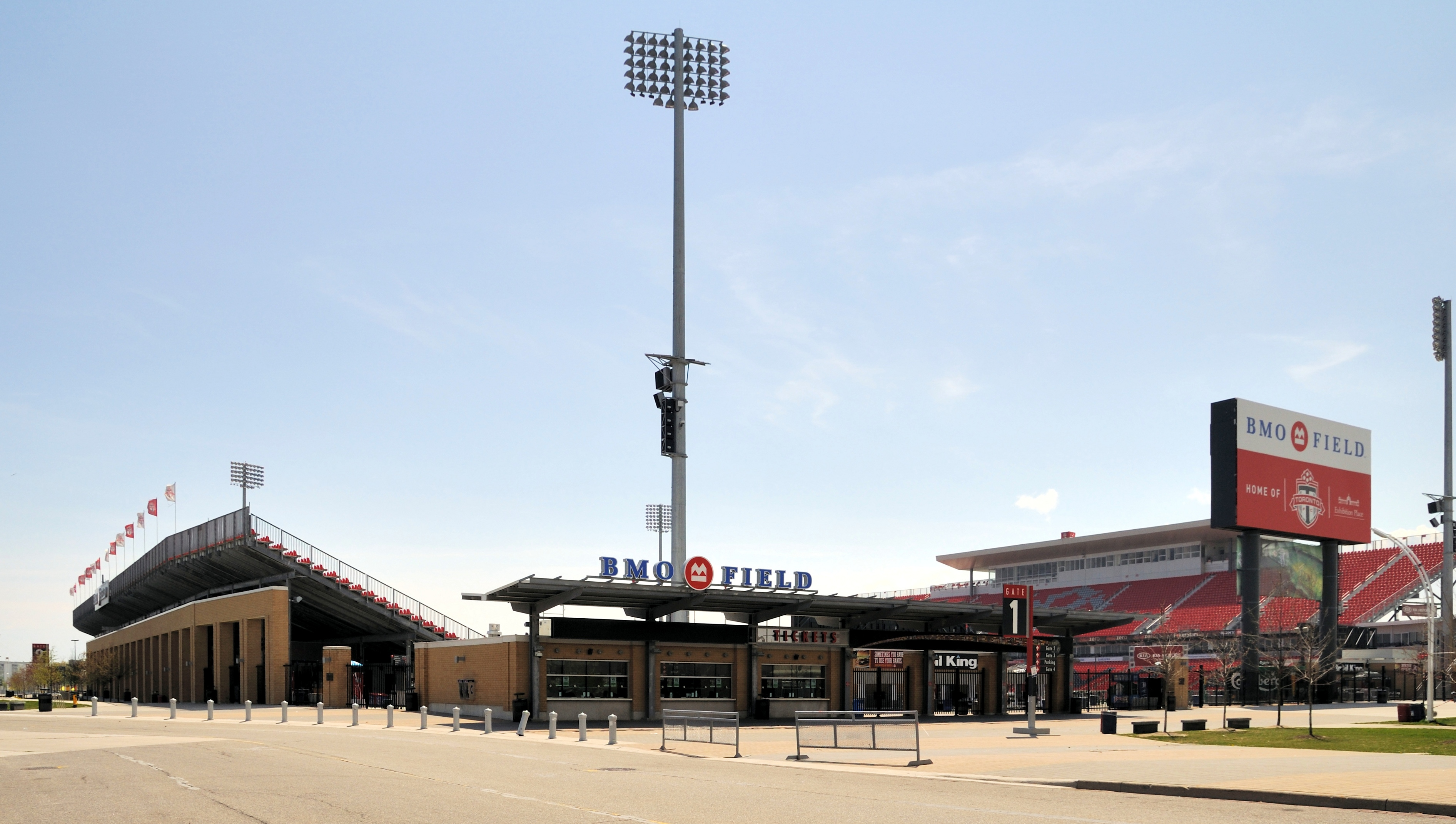
Die neue Heimstätte der Argonauts, das BMO Field

Die Toronto Argonauts sind ein Canadian-Football-Team aus Toronto in der kanadischen Provinz Ontario. Es ist das älteste Profisport-Team Nordamerikas und das älteste Team der Canadian Football League, das immer noch seinen Ursprungsnamen trägt. Die Argonauts wurden am 4. Oktober 1873 gegründet und spielen in der East Division der CFL. Ihre Heimspiele trugen sie von 1989 bis 2015 im Rogers Centre aus, das bis zu 52.230 Zuschauern Platz bietet. Ab der Saison 2016 werden die Heimspiele im BMO Field ausgetragen, dessen Fassungsvermögen beträgt 30.991 Zuschauer.

## Vereinsfarben
Das Helmdesign der Toronto Argonauts besteht aus einem blauen Hintergrund auf dem ein silberumfasstes blaues Schild prangt, darauf ein weißes A. Die Vereinsfarben sind blau und weiß.

## Erfolge
Die Toronto Argonauts gelten als das erfolgreichste Team des Canadian Footballs, da sie den begehrten Grey Cup neunzehnmal für sich entscheiden konnten, das erste Mal 1914. Meister der East Division wurden sie siebzehnmal.

## Team

### Legende
| DL Down linemen  | G Guard        | DB Defensive back   | LB Linebacker |
| QB Quarterback   | T Tackle       | DT Defensive tackle | K Kicker      |
| FB Fullback      | S Safety       | DE Defensive end    | P Punter      |
| WR Wide receiver | CB Corner back |                     |               |